# Лугари, Джованни Баттиста
Джованни Баттиста Лугари (итал. Giovanni Battista Lugari; 18 февраля 1846, Рим, Папская область — 31 июля 1914, Рим, королевство Италия) — итальянский куриальный кардинал и ватиканский сановник. Асессор Верховной Священной Конгрегации Священной Канцелярии с 11 января 1902 по 27 ноября 1911. Кардинал-дьякон с 27 ноября 1911, с титулярной диаконией Санта-Мария-ин-Портика-Кампителли с 30 ноября 1911.

## Биография
Джованни Баттиста Лугари родился 18 февраля 1846 года, в Риме, на территории Папской области. Образование получил в Королевском университете и Папском Григорианском университете. Лугари был рукоположен в сан священника 15 января 1896 года, когда ему было почти пятьдесят лет.
Затем он поступил на службу в Римскую курии, и 3 февраля 1896 года был назначен асессором и суб-укрепителем веры Священной Конгрегации Обрядов. После этого, три дня спустя, 6 февраля, Лугари был назначен тайным камергером supernumerario. Лугари был возведён в ранг полного укрепителя веры 4 июня 1897 года. В тот же день, он был возведён в ранг Придворного прелата Его Святейшества.
28 марта 1900 года Лугари был произведён в каноники Либерийской базилики, а 10 июня каноником Латеранской базилики. 22 апреля 1901 года Лугари был назначен папским аудитором и служил укрепителем веры на процессе канонизации Жанны д’Арк в том же году. Он стал асессором Верховной Священной Конгрегации Священной Канцелярии 11 января 1902 года, а 1 февраля каноником Собора Святого Петра.
2 февраля 1902 года Лугари был возведён в ранг апостольского протонотария supernumerarium, а затем, 18 апреля того же года, консультантом Священной Конгрегации Обрядов. Его заслуги за долгие годы работы в Курии были оценены Папой Пием X, который возвёл его достоинство кардинала-дьякона титулярной церкви Санта-Мария-ин-Портико на консистории от 27 ноября 1911 года.
Кардинал Лугари скончался в своем родном Риме, в возрасте 68 лет. Он похоронен на кладбище Кампо-Верано.